# Rhodacaropsis botosaneanui
Rhodacaropsis botosaneanui är en spindeldjursart som först beskrevs av Ana V. Petrova och Peter Beron 1973.  Rhodacaropsis botosaneanui ingår i släktet Rhodacaropsis och familjen Rhodacaridae. Inga underarter finns listade i Catalogue of Life.